# Pawilon USA na MTP
Pawilon USA z 1957 – nieistniejący pawilon targowy zlokalizowany w centralnej części Międzynarodowych Targów Poznańskich, prezentujący ekspozycję Stanów Zjednoczonych.
Lata 50. i 60. XX wieku upłynęły na terenach targowych pod znakiem rywalizacji technologicznej i architektonicznej państw bloku socjalistycznego i Zachodu. Jednym z owoców tej walki był pawilon USA zmontowany w 1957, którego autorem był Buckminster Fuller. Budynek miał charakter tymczasowy i docelowo przygotowano go na Triennale w Mediolanie.
Konstrukcja obiektu składała się z kratowego, sferycznego rusztowania, do którego podwieszono bawełnianą tkaninę stanowiącą właściwe ściany. Pawilon był bardzo nowatorski, odbiegał od stosowanych powszechnie w bloku komunistycznym rozwiązań, a wzorowano go na pierwszych kopułach geodezyjnych, które projektował m.in. Fuller.